# パン・ターイノーラシン

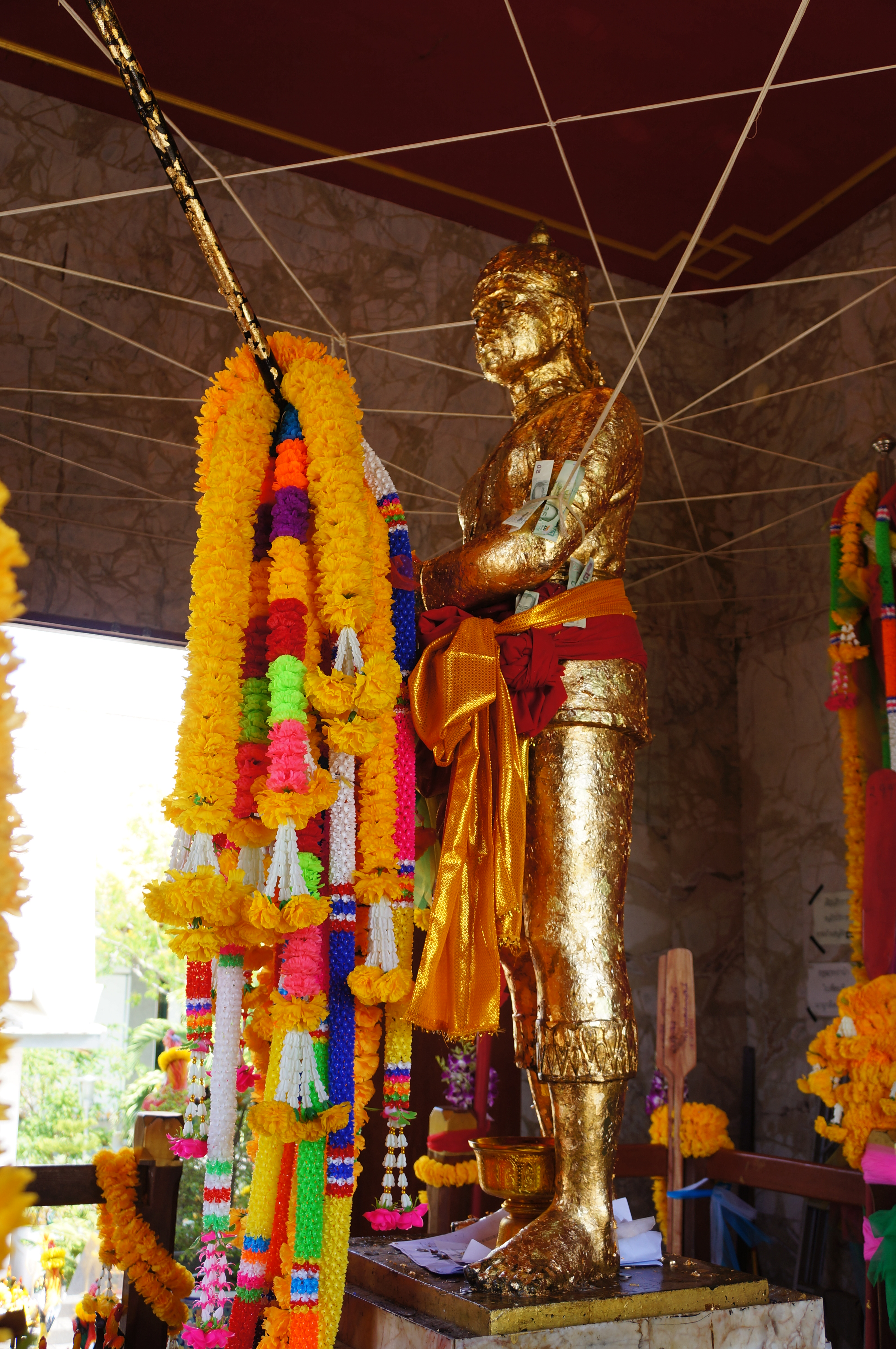
パン・ターイノーラシン

パン・ターイノーラシン（タイ語: พันท้ายนรสิงห์）はタイのアユタヤー王朝の王・スア王に仕えた官吏。パンは官位、ターイは欽錫名、ノーラシンが本名。釣り好きのスア王の船こぎとして仕えていた。
1704年、スア王はノーラシンを連れ、釣りをするためサムットサーコーンの運河を突き進んでいたが、船首を岸の木にぶつけ破損させてしまった。当時の法によれば船首を破損させたものは死刑であった。そこでノーラシンは折れた船首を祭る祠を建て、首をはねて祠に添えようとした。
スア王は感服し、恩赦を施そうとしたが、ノーラシンは「示しが付かない」と拒否。スア王はそこで、代わりに泥の人形を作ってノーラシンに見立てて首を刎ね、これで一件落着としたが、ノーラシンはそれでも拒否したので、スア王は仕方なく処刑した。